# Sainte-Claire
| Sainte-Claire                 |                        |
| Église Sainte-Claire 01.jpg   |                        |
| \| \| \| Brasão \|            |                        |
| Coordenadas: 46º36'N, 70º52'W |                        |
| Província                     | Quebec                 |
| Região administrativa         | Chaudière-Appalaches   |
| Incorporado em                | 1 de outubro de 1977   |
| Prefeito                      | Fernand Fortier        |
| Código postal                 | 19055                  |
|                               |                        |
| Área                          |                        |
| - Cidade                      | 88,63 km², 35,45 mi²   |
| Fuso horário                  | UTC -5                 |
| População (2006)              |                        |
| - Cidade                      | 3.174                  |
| - Densidade                   | 36 hab/km², 90 hab/mi² |
|                               |                        |
| Brasão                        |                        |

Sainte-Claire é uma municipalidade canadense do conselho  municipal regional de Bellechasse, Quebec, localizada na região administrativa de Chaudière-Appalaches. Em sua área de pouco mais de 88 km, habitam 3.174 pessoas. Tem seu nome em honra de santa Clara de Assis.